# Perfect Illusion
Perfect Illusion je první singl z pátého studiového alba Joanne americké zpěvačky Lady Gaga, který vyšel 9. září 2016. Píseň složila a nahrála Lady Gaga s anglickým hudebníkem Markem Ronsonem, který je zároveň hlavním producentem celého jejího alba. Na singlu se dále podíleli Kevin Parker ze skupiny Tame Impala a BloodPop.

## Propagace
Vydání singlu bylo oznámeno 17. srpna 2016 pomocí série jednotlivých fotek na Instagramu Lady Gaga a následně na ostatních sociálních sítí zpěvačky, včetně její osobní stránky ladygaga.com, kde v různě barevných polích bylo anglicky napsáno: „Lady Gaga, New Single, Perfect Illusion, September.“ Zpěvačka tak zároveň poprvé prozradila název skladby.
Hned po tomto oznámení se v trendech na Twitteru objevil hashtag #PERFECTILLUSION. Píseň díky tomu debutovala hned na prvním místě v žebříčku „Billboard + Twitter Trending 140.“
Obal singlu byl poprvé zveřejněn 6. 9. 2016. V ten samý den také byla uveřejněna část textu. Autorkami obalu jsou Ruth Hogben a Andrea Gelardin.
7. září Gaga odcestovala do Berlína, kde představila píseň vydavatelství Universal Music Deutschland, a zároveň poskytla několik rozhovorů mediím. V den vydání byla už v Londýně, kde byla hostem ranní show na radiu BBC Radio 1.
Den před vydáním singlu Gaga opět, pomocí sociálních sítí, vydala krátkou ukázku písně.
Píseň si odbyla premiéru hned na několika světových rádií ve stejný čas. V České republice vyšla píseň 9. 9. 2016 v 5:00 SELČ.
Skladba byla hned vydána na iTunes, Spotify a Google Play. Píseň byla také nahrána, pouze v audio podobě, na zpěvaččin VEVO kanál.

## Videoklip
31. srpna 2016 Gaga zveřejnila fotku, na které jsou vidět kamery. Podle amerického serveru Page Six Lady Gaga po dva dny natáčela videoklip k písni v poušti nedaleko Los Angeles. Samotná Gaga na Snapchatu potvrdila dotočení videoklipu, když poslala několik fotek a videí, kde ukazovala dokončování videoklipu.
Světová premiéra klipu se uskutečnila 20. září v komerční pauze během seriálu Scream Queens na televizní stanici Fox. Videoklip byl poté nahrán na YouTube. Režie se ujala Ruth Hogben společně s Andreou Gelardin.